# William Gordon Claxton
William Gordon Claxton (ur. 1 czerwca 1899 w Gladstone, zm. 28 września 1967 w Toronto) – as lotnictwa kanadyjskiego Royal Flying Corps z 37 potwierdzonymi zwycięstwami w I wojnie światowej. Szósty na liście asów kanadyjskich.
William Gordon Claxton urodził się w Kanadzie.  Po ukończeniu 18 lat wstąpił do Royal Flying Corps w Kanadzie.  Od marca 1918 roku został przydzielony do  eskadry No. 41 Squadron RAF, w której służył do końca wojny. Pierwsze zwycięstwo powietrzne odniósł 27 maja 1918 nad samolotem niemieckim Fokker Dr.I. W całym okresie służby latał na samolocie myśliwskim Royal Aircraft Factory S.E.5, na którym odniósł razem 37 potwierdzone zwycięstwa. 17 sierpnia, w czasie walki z kilkoma samolotami niemieckim. wspomagając Fredericka McCalla, Claxton został zestrzelony przez niemieckiego pilota Johannes Gildemeister z Jasta 20. Udało mu się wylądować, ale odniósł ciężkie rany, w tym ranę głowy. Przeżył tylko dzięki opiece niemieckich lekarzy. W niewoli przebywał do dnia 1 grudnia 1918 roku.
Po wojnie wrócił do Kanady i pracował jako dziennikarz ekonomiczny.